# Glentoran FC
Glentoran FC är en fotbollsklubb från staden Belfast i Nordirland. Klubben grundades 1882. Deras hemmaarena är The Oval. Klubbens färger är grön,röd och svart. Glentorans huvudrivaler är Linfield FC.

## Meriter[1]
- Irish League/Irish Premier League/IFA Premiership: 23
  - 1893–94, 1896–97, 1904–05, 1911–12, 1912–13, 1920–21, 1924–25, 1930–31, 1950–51, 1952–53, 1963–64, 1966–67, 1967–68, 1969–70, 1971–72, 1976–77, 1980–81, 1987–88, 1991–92, 1998–99, 2002–03, 2004–05, 2008–09
- Irish Cup: 23
  - 1913–14, 1916–17, 1920–21, 1931–32, 1932–33, 1934–35, 1950–51, 1965–66, 1972–73, 1982–83, 1984–85, 1985–86, 1986–87, 1987–88, 1989–90, 1995–96, 1997–98, 1999–00, 2000–01, 2003–04, 2012–13, 2014–15, 2019–20
- Irish League Cup: 7
  - 1988–89, 1990–91, 2000–01, 2002–03, 2004–05, 2006–07, 2009–10

## Placering tidigare säsonger
| Säsong  | Nivå | Liga                 | Placering | Referens      |
| ------- | ---- | -------------------- | --------- | ------------- |
| 2007/08 | 1    | Irish Premier League | 2         | [ 2 ]         |
| 2008/09 | 1    | NIFL Premiership     | 1         | [ 3 ]         |
| 2009/10 | 1    | NIFL Premiership     | 3         | [ 4 ]         |
| 2010/11 | 1    | NIFL Premiership     | 3         | [ 5 ]         |
| 2011/12 | 1    | NIFL Premiership     | 6         | [ 6 ]         |
| 2012/13 | 1    | NIFL Premiership     | 4         | [ 7 ]         |
| 2013/14 | 1    | NIFL Premiership     | 5         | [ 8 ]         |
| 2014/15 | 1    | NIFL Premiership     | 6         | [ 9 ]         |
| 2015/16 | 1    | NIFL Premiership     | 6         | [ 10 ]        |
| 2016/17 | 1    | NIFL Premiership     | 9         | [ 11 ]        |
| 2017/18 | 1    | NIFL Premiership     | 7         | [ 12 ]        |
| 2018/19 | 1    | NIFL Premiership     | 7         | [ 13 ]        |
| 2019/20 | 1    | NIFL Premiership     | 5         | [ 14 ] [ 15 ] |
| 2020/21 | 1    | NIFL Premiership     | 3         | [ 16 ]        |
| 2021/22 | 1    | NIFL Premiership     | 3         | [ 17 ]        |
| 2022/23 | 1    | NIFL Premiership     | 3         | [ 18 ]        |
| 2023/24 | 1    | NIFL Premiership     | 5         | [ 19 ]        |
| 2024/25 | 1    | NIFL Premiership     | 3         | [ 20 ]        |

## Trupp
Uppdaterad: 26 april 2022
| Nr | Land       | Pos | Namn               |
| -- | ---------- | --- | ------------------ |
| 1  | Nordirland | MV  | Elliot Morris      |
| 2  | Nordirland | F   | William Garrett    |
| 3  | Nordirland | MF  | Marcus Kane (kap.) |
| 4  | Nordirland | F   | Luke McCullough    |
| 5  | Burundi    | MF  | Gaël Bigirimana    |
| 6  | Nordirland | MF  | Chris Gallagher    |
| 7  | Nordirland | MF  | Jamie McDonagh     |
| 8  | Nordirland | MF  | Dale Gorman        |
| 10 | Nordirland | A   | Ruaidhrí Donnelly  |
| 11 | Nordirland | A   | Robbie McDaid      |
| 12 | Nordirland | A   | Andrew Mitchell    |
| 14 | Nordirland | F   | Cameron Stewart    |
| 15 | Nordirland | F   | Patrick McClean    |

| Nr | Land       | Pos | Namn            |
| -- | ---------- | --- | --------------- |
| 16 | Nordirland | MF  | Seanan Clucas   |
| 18 | Nordirland | MV  | Rory Brown      |
| 19 | Irland     | MF  | Ciaran O'Connor |
| 20 | Nordirland | F   | Mal Smith       |
| 21 | Nordirland | F   | Joe Crowe       |
| 22 | Nordirland | A   | Conor McMenamin |
| 23 | Gibraltar  | MV  | Dayle Coleing   |
| 24 | Nordirland | F   | Caolan Marron   |
| 26 | Nordirland | A   | Ben Cushnie     |
| 27 | Kroatien   | MF  | Hrvoje Plum     |
| 28 | Nordirland | F   | Rhys Marshall   |
| 30 | Nordirland | A   | Jay Donnelly    |
| 35 | Nordirland | F   | Lewis McGarvey  |